# Marc Lawrence (regista)
Marc Lawrence (New York, 22 ottobre 1959) è uno sceneggiatore, regista, produttore cinematografico e produttore televisivo statunitense.

## Biografia
Inizia la sua carriera verso la metà degli anni ottanta, lavorando principalmente per la televisione come produttore e sceneggiatore di svariati episodi della sit-com Casa Keaton. La sua carriera come regista inizia nel 1994 quando, sempre per la televisione, dirige alcuni episodi della serie televisiva Sweet Valley High.
Prima di approdare alla regia cinematografica, Lawrence si fa conoscere come uno sceneggiatore di commedie brillanti, come Piovuta dal cielo, Sperduti a Manhattan, Miss Detective e il suo sequel Miss F.B.I. - Infiltrata speciale.
Debutta come regista cinematografico con la commedia romantica Two Weeks Notice - Due settimane per innamorarsi, con Hugh Grant e Sandra Bullock. Con Hugh Grant inizia un sodalizio artistico che lo fa diventare il suo attore feticcio, infatti Grant recita anche nei successivi lavori di Lawrence, Scrivimi una canzone,  Che fine hanno fatto i Morgan? e Professore per amore.

## Filmografia

### Regista
- Two Weeks Notice - Due settimane per innamorarsi (Two Weeks Notice) (2002)
- Scrivimi una canzone (Music and Lyrics) (2007)
- Che fine hanno fatto i Morgan? (Did You Hear About the Morgans?) (2009)
- Professore per amore (The Rewrite) (2014)
- Noelle (2019)

### Sceneggiatore
- Casa Keaton (Family Ties) – serie TV (1984-1989)
- Cercasi superstar (Life with Mikey) (1993)
- Piovuta dal cielo (Forces of Nature) (1999)
- Sperduti a Manhattan (The Out-of-Towners) (1999)
- Miss Detective (Miss Congeniality) (2000)
- Two Weeks Notice - Due settimane per innamorarsi (Two Weeks Notice) (2002)
- Miss F.B.I. - Infiltrata speciale (Miss Congeniality 2: Armed & Fabulous) (2005)
- Scrivimi una canzone (Music and Lyrics) (2007)
- Che fine hanno fatto i Morgan? (Did You Hear About the Morgans?) (2009)
- Professore per amore (The Rewrite) (2014)
- Noelle (2019)